# Pobuna Draganića i Domagovića 1556.
Pobuna Draganića i Domagovića bila je pobuna hrvatskog plemićkog bratstva Draganića i plemićkog roda Domagovića.
Bunu je 1556. skršio hrvatsko-slavonsko-dalmatinski ban Petar II. Erdődy.